# تشال سيل (مقاطعة دلفان)
تشال سيل (بالفارسية: چال سیل) هي قرية تقع في Nurabad Rural District في إيران. يقدر عدد سكانها بـ 57 نسمة بحسب إحصاء 2016.